# Gyrtias
Gyrtias (altgriechisch Γυρτιάς Gyrtiás, deutsch ‚die Umsorgte‘) war eine Spartanerin und die Großmutter von Akrotatos, dem Sohn von Kleomenes II. Es ist nicht überliefert, ob sie die Mutter von Kleomenes II. und somit die Gattin von Kleombrotos I. oder die Schwiegermutter des Kleomenes war.
Plutarch überliefert zwei Sprüche der Gyrtias, die die Gesinnung der Spartaner zur damaligen Zeit widerspiegeln sollten:
- Als Akrotatos nach einer Prügelei Blut überströmt heimkam und lauthals klagte, sagte Gyrtias, dass jemand, der zu nichts tauge, nicht herumschreien, sondern eine Lösung für das Problem finden solle.
- Als man ihr berichtete, dass Akrotatos im Krieg gefallen sei, sagte sie, es sei erstrebenswerter und ehrenwerter für sie, für das Land und die Nachkommen zu sterben, denn als Feigling im Alter zu sterben.